# 沈傳馥
沈傳馥，是台灣的女子拳擊選手，1986年出生於美國維吉尼亞州。父母為台灣人。現居維吉尼亞州從事房地產工作。2012年起代表中華台北拳擊隊參加比賽。

## 學歷
- 維吉尼亞理工大學

## 級別
69~75kg。

## 比賽資歷及成績
- 2012年中國秦皇島女子拳擊世界賽(第9名)
- 2012年蒙古烏蘭巴托女子拳擊亞洲賽(第5名)
- 2014年斯里蘭卡可倫坡獅子杯邀請賽(銀牌)
- 2014年韓國仁川亞洲運動會(半準決賽)
- 2014年韓國濟州島女子拳擊世界賽

## 外部連結
- 沈傳馥粉絲專頁